# Rossiniane

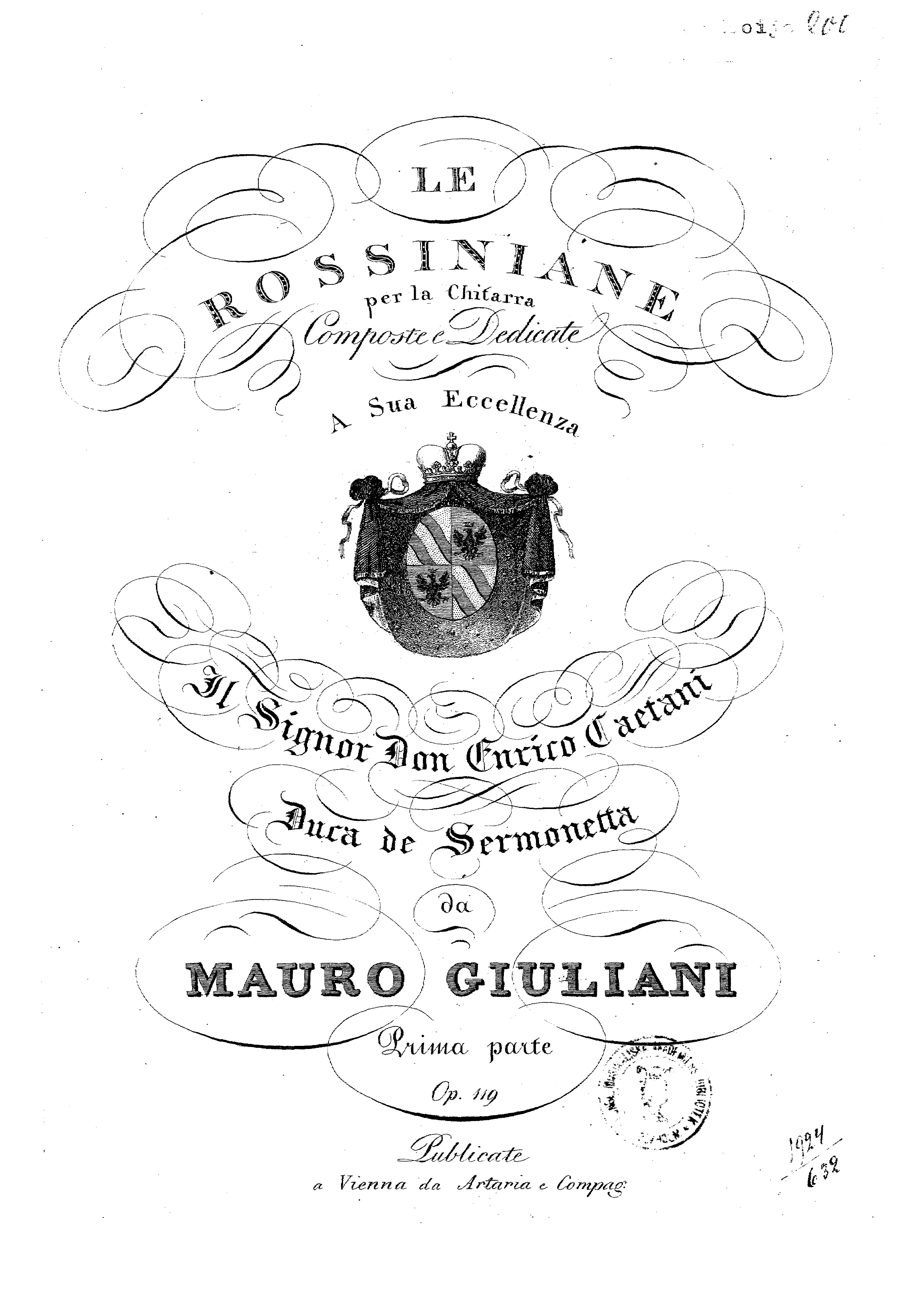
Il frontespizio della prima edizione delle Rossiniane

Le Rossiniane Op. 119 - 124 sono 6 composizioni per chitarra del maestro italiano Mauro Giuliani (1781 - 1829). In esse vengono proposti famosi motivi e temi delle opere di Gioachino Rossini, nell'ottica dei pot pourri ottocenteschi che avevano lo scopo di riprodurre, nei salotti della ricca borghesia, la arie in voga fra l'alta società frequentante i teatri d'opera. Le prime tre Rossiniane furono composte fra il 1820 e il 1821, la quarta e la quinta nel 1824, e la sesta Rossiniana nel 1828.
- Rossiniana nº1 Op. 119 (composta nel 1820): presenta temi tratti da Otello, L'italiana in Algeri, e Armida, con alcune variazioni di carattere tipicamente virtuosistico, e si conclude con un vigoroso finale in crescendo.
- Rossiniana nº2 Op. 120 (composta nel 1821): l'ouverture iniziale prepara all'introduzione dei temi provenienti da Otello, I Baccanali di Roma (un'opera, questa, non di Rossini ma di Pietro Generali), La Cenerentola e La gazza ladra; il finale è ricco e straripante.
- Rossiniana nº3 Op. 121 (composta nel 1821): l'introduzione è ancora un'ouverture di stile operistico, le arie provenienti da Il turco in Italia e Zelmira sono inframezzate da due variazioni (la prima ricca di virtuosismi), e la marcia conclusiva da Ricciardo e Zoraide conduce ad un finale maestoso.
- Rossiniana nº4 Op. 122 (composta nel 1824): l'introduzione è particolarmente lunga e porta a due arie entrambe tratte da La gazza ladra; il terzo tema è del Mosè in Egitto.
- Rossiniana nº5 Op. 123 (composta nel 1824): l'attacco spiccatamente operistico conduce a un tema de Il barbiere di Siviglia, seguito da variazioni che introducono gli altri temi (provenienti da Tancredi, La Cenerentola e La gazza ladra); da questi si ritorna al Barbiere di Siviglia per il finale frizzante. Delle sei, è la Rossiniana probabilmente più nota ed eseguita.
- Rossiniana nº6 Op. 124 (composta nel 1828): è la più breve; i temi principali appartengono a Semiramide, La donna del lago e L'assedio di Corinto.